# Hatillo (Porto Rico)
Pour les articles homonymes, voir Hatillo.
La municipalité d’Hatillo, sur l'ile de Porto Rico (Code International : PR.HA) couvre une superficie de 109 km² et regroupe 38 486 habitants en 2020.